# Gran Premio del Giappone 2007
Il Gran Premio del Giappone 2007 si è svolto il 30 settembre 2007 al Fuji Speedway. La corsa fu vinta dal britannico Lewis Hamilton.

## Qualifiche

### Risultati
| Pos | Nome                 | Team               | Q1       | Q2           | Q3       |
| --- | -------------------- | ------------------ | -------- | ------------ | -------- |
| 1   | Lewis Hamilton       | McLaren-Mercedes   | 1:25.489 | 1:24.753     | 1:25.368 |
| 2   | Fernando Alonso      | McLaren-Mercedes   | 1:25.379 | 1:24.806     | 1:25.438 |
| 3   | Kimi Räikkönen       | Ferrari            | 1:25.390 | 1:24.988     | 1:25.516 |
| 4   | Felipe Massa         | Ferrari            | 1:25.359 | 1:25.049     | 1:25.765 |
| 5   | Nick Heidfeld        | BMW Sauber         | 1:25.971 | 1:25.248     | 1:26.505 |
| 6   | Jenson Button        | Honda              | 1:26.614 | 1:25.454     | 1:26.913 |
| 7   | Mark Webber          | Red Bull-Renault   | 1:25.970 | 1:25.535     | 1:26.914 |
| 8   | Sebastian Vettel     | Toro Rosso-Ferrari | 1:26.025 | 1:25.909     | 1:26.973 |
| 9   | Robert Kubica        | BMW Sauber         | 1:26.300 | 1:25.530     | 1:27.225 |
| 10  | Giancarlo Fisichella | Renault            | 1:26.909 | 1:26.033     |          |
| 11  | Heikki Kovalainen    | Renault            | 1:27.223 | 1:26.232     |          |
| 12  | David Coulthard      | Red Bull-Renault   | 1:26.904 | 1:26.247     |          |
| 13  | Jarno Trulli         | Toyota             | 1:26.711 | 1:26.253     |          |
| 14  | Vitantonio Liuzzi    | Toro Rosso-Ferrari | 1:27.234 | 1:26.948     |          |
| 15  | Ralf Schumacher      | Toyota             | 1:27.191 | senza tempo† |          |
| 16  | Nico Rosberg‡        | Williams-Toyota    | 1:26.579 | 1:25.816     | 1:26.728 |
| 17  | Rubens Barrichello   | Honda              | 1:27.323 |              |          |
| 18  | Alexander Wurz       | Williams-Toyota    | 1:27.454 |              |          |
| 19  | Anthony Davidson     | Super Aguri-Honda  | 1:27.564 |              |          |
| 20  | Adrian Sutil         | Spyker-Ferrari     | 1:28.628 |              |          |
| 21  | Takuma Satō          | Super Aguri-Honda  | 1:28.762 |              |          |
| 22  | Sakon Yamamoto       | Spyker-Ferrari     | 1:29.668 |              |          |

- † Ralf Schumacher non partecipa alla seconda sessione a causa di un incidente con Yamamoto
- ‡ Nico Rosberg viene penalizzato di dieci posizioni a causa della sostituzione del propulsore

## Gara

### Cronaca

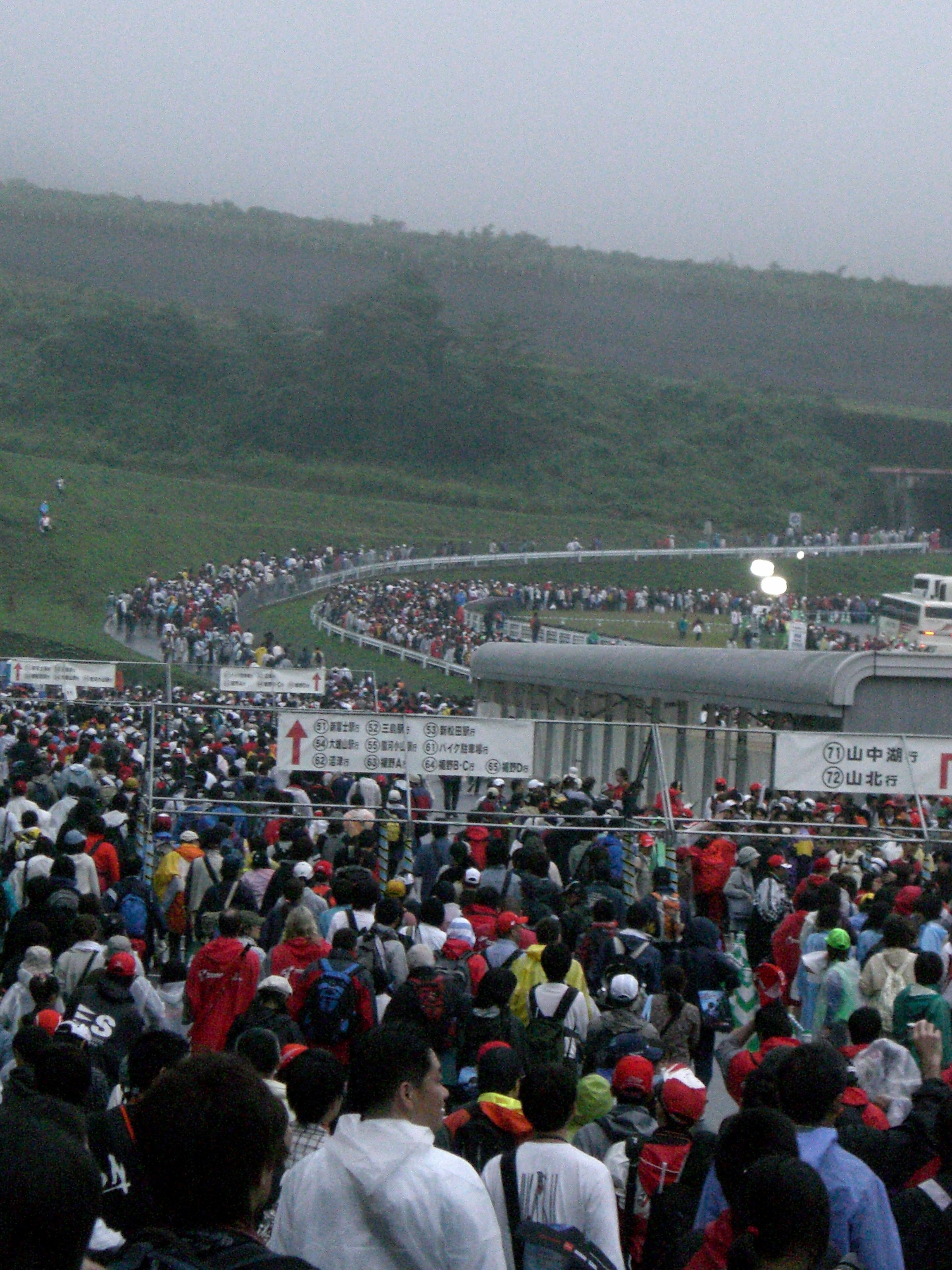
Tifosi giapponesi seguono il Gran Premio

È un Gran Premio controverso quello svoltosi in Giappone. Alla partenza, sotto una pioggia battente la Ferrari fa partire entrambi i piloti con gomme intermedie, in presenza di una circolare della FIA che obbligava per sicurezza tutti i team a partire con gomme da bagnato, e che la Scuderia di Maranello non aveva firmato. Nei primi giri, dietro la safety car, entrambi i piloti Ferrari rientrano per montare gomme da bagnato, retrocedendo in fondo al gruppo; a Massa verrà poi comminato un drive through per sorpasso dietro la safety, che sconterà poi in situazione di bandiera verde.
La Safety Car rimane alla guida del gruppo per ben diciannove giri. Alla "vera" partenza, le McLaren fanno il vuoto, con Hamilton davanti a tutti. Jenson Button attacca subito Nick Heidfeld per il terzo posto ma i due si toccano e l’inglese ci rimette l’ala anteriore. Della confusione approfittano Sebastian Vettel e Mark Webber per salire alle spalle delle due McLaren e davanti alle due Renault. Al 27º giro, Alonso rientra per l’unico rifornimento tornando in pista ottavo, dietro al gruppo guidato da Giancarlo Fisichella. Hamilton, che aveva 3” sul compagno, rientra un giro dopo, riuscendo a rimanere davanti al romano e guadagnando così un grande vantaggio.
È una fase molto spettacolare del gran premio in cui Vettel guida la corsa, ed è la prima volta in carriera, per quattro giri, prima di lasciare il comando a Webber per altri quattro. Fisichella commette un errore e perde due posizioni a favore di Heikki Kovalainen e Robert Kubica. Le McLaren, con elevato carico di benzina, sono in questa fase più lente delle vetture che hanno intorno; Alonso viene passato da Heidfeld e poi attaccato anche da Vettel che lo colpisce e lo manda in testacoda alla prima curva, dopo che Vettel era appena uscito dai box; ne approfitta anche Räikkönen, in rimonta, per passare. Anche Hamilton fatica e subisce l’attacco di Kubica che ha appena passato Kovalainen; il polacco tocca la vettura dell’inglese ed entrambi finiscono in testacoda ripassati da Kovalainen. Poi Hamilton perde altre due posizioni a favore di Fisichella e David Coulthard. Si susseguono intanto i pitstop e, dopo Webber, è Kovalainen a guidare per tre giri, lasciando poi la testa a Fisichella per altri due. Kubica deve effettuare un drive trough per il contatto con Hamilton, mentre Räikkönen rifornisce ancora al giro 40.
Il 42º giro inizia con Hamilton di nuovo leader davanti a Webber, Vettel e Alonso. Alla curva 6, Fernando Alonso perde il controllo della vettura e va a sbattere fermandosi poi in mezzo alla pista. Il pilota è illeso, ma l'auto è troppo danneggiata per potere ripartire, e deve nuovamente entrare la safety car. Hamilton è al comando seguito da Webber, che in un team radio in precedenza aveva affermato di volersi ritirare causa vomito riprendendosi poco dopo, e Vettel. Al 46º giro, ancora di regime di Safety Car, Hamilton rallenta improvvisamente nella parte finale del giro. Webber se ne accorge ma non Vettel, che lo tampona, causando il ritiro di entrambi. Giorni dopo, un video sembrerà incolpare dell'incidente proprio Hamilton, colpevole di non avere seguito la safety car, cambiando traiettoria improvvisamente e costringendo Webber a frenare di colpo. Red Bull e Toro Rosso faranno poi un ricorso che non verrà accolto.
Questa collisione porta al secondo posto Kovalainen, seguito da Massa, Coulthard, Fisichella, Heidfeld e Räikkönen. Alla ripartenza, il finlandese della Ferrari si scatena, passa subito i due che lo precedono, per poi infilare Coulthard con un bel sorpasso alla curva 6, a 11 tornate dal traguardo. Massa deve rifornire brevemente a completare una giornata strategicamente disastrosa per la Ferrari, mentre Räikkönen attacca Kovalainen fin sul traguardo senza riuscire nel sorpasso; per il pilota Renault è il primo podio in carriera, oltre che l'unico stagionale per la scuderia. Hamilton controlla in tranquillità sotto una pioggia tornata torrenziale e vince, allungando le mani sul titolo. Più indietro un ottimo David Coulthard, seguito a distanza da Giancarlo Fisichella e dalla coppia Kubica-Massa, che negli ultimi giri lotteranno aspramente per la sesta piazza; la lotta si deciderà addirittura all'ultima curva, con il brasiliano che supererà il polacco vincendo poi la volata. Infine primo e unico punto per la Spyker ottenuto da Sutil, grazie alla penalità inflitta a Liuzzi, penalizzato di venti secondi per avere superato il tedesco in presenza di bandiere gialle. Anche in questo caso la Toro Rosso farà ricorso, ma senza alcun risultato.

### Risultati
| Pos | Pilota               | Telaio/Motore    | Giri | Tempo/Ritiro             | Griglia | Punti |
| --- | -------------------- | ---------------- | ---- | ------------------------ | ------- | ----- |
| 1   | Lewis Hamilton       | McLaren-Mercedes | 67   | 2:00:34.579              | 1       | 10    |
| 2   | Heikki Kovalainen    | Renault          | 67   | +8.377                   | 11      | 8     |
| 3   | Kimi Räikkönen       | Ferrari          | 67   | +9.478                   | 3       | 6     |
| 4   | David Coulthard      | Red Bull-Renault | 67   | +20.297                  | 12      | 5     |
| 5   | Giancarlo Fisichella | Renault          | 67   | +38.864                  | 10      | 4     |
| 6   | Felipe Massa         | Ferrari          | 67   | +49.042                  | 4       | 3     |
| 7   | Robert Kubica        | BMW Sauber       | 67   | +49.285                  | 9       | 2     |
| 8   | Adrian Sutil         | Spyker-Ferrari   | 67   | +1:00.129                | 20      | 1     |
| 9   | Vitantonio Liuzzi    | Toro Rosso       | 67   | +1:20.622                | 14      |       |
| 10  | Rubens Barrichello   | Honda            | 67   | +1:28.342                | 17      |       |
| 11  | Jenson Button        | Honda            | 67   | + 1 giro                 | 6       |       |
| 12  | Sakon Yamamoto       | Spyker-Ferrari   | 66   | + 1 giro                 | 22      |       |
| 13  | Jarno Trulli         | Toyota           | 66   | + 1 giro                 | 13      |       |
| 14  | Nick Heidfeld        | BMW Sauber       | 65   | Problemi tecnici         | 5       |       |
| 15  | Takuma Satō          | Super Aguri      | 65   | Collisione               | 21      |       |
| Rit | Ralf Schumacher      | Toyota           | 55   | Foratura                 | 15      |       |
| Rit | Anthony Davidson     | Super Aguri      | 54   | Acceleratore             | 19      |       |
| Rit | Nico Rosberg         | Williams-Toyota  | 49   | Elettronica              | 16      |       |
| Rit | Sebastian Vettel     | Toro Rosso       | 46   | Collisione con M. Webber | 8       |       |
| Rit | Mark Webber          | Red Bull         | 46   | Collisione con S. Vettel | 7       |       |
| Rit | Fernando Alonso      | McLaren-Mercedes | 41   | Incidente                | 2       |       |
| Rit | Alexander Wurz       | Williams-Toyota  | 19   | Collisione con F. Massa  | 18      |       |

## Classifica Mondiale

### Piloti
| Pos. | Pilota               | Punti |
| ---- | -------------------- | ----- |
| 1    | Lewis Hamilton       | 107   |
| 2    | Fernando Alonso      | 95    |
| 3    | Kimi Räikkönen       | 90    |
| 4    | Felipe Massa         | 80    |
| 5    | Nick Heidfeld        | 56    |
| 6    | Robert Kubica        | 35    |
| 7    | Heikki Kovalainen    | 30    |
| 8    | Giancarlo Fisichella | 21    |
| 9    | Nico Rosberg         | 15    |
| 10   | Alexander Wurz       | 13    |
| 11   | David Coulthard      | 13    |
| 12   | Mark Webber          | 10    |
| 13   | Jarno Trulli         | 7     |
| 14   | Ralf Schumacher      | 5     |
| 15   | Takuma Satō          | 4     |
| 16   | Jenson Button        | 2     |
| 17   | Sebastian Vettel     | 1     |
| 18   | Adrian Sutil         | 1     |

### Costruttori
| Pos. | Team              | Punti |
| ---- | ----------------- | ----- |
| 1    | Ferrari           | 170   |
| 2    | BMW Sauber        | 92    |
| 3    | Renault           | 51    |
| 4    | Williams-Toyota   | 28    |
| 5    | RBR-Renault       | 23    |
| 6    | Toyota            | 12    |
| 7    | Super Aguri-Honda | 4     |
| 8    | Honda             | 2     |
| 9    | Spyker-Ferrari    | 1     |